# HK Sabinov
A HK Sabinov egy szlovák jégkorongcsapat Kisszebenben. A klub a harmadosztályú 2. hokejová liga keleti csoportjában játszik.

## Története
A klubot 1948-ban alapították.

### Korábban használt nevek
- ŠK Slávia Sabinov
- TJ Sokol Sabinov
- TJ Slavoj Sabinov
- TJ Družstevník Sabinov
- TJ Slovan Sabinov
- VTJ MHK Sabinov
- MHK Sabinov
- HK Sabinov

## Statisztikák
| Főcsoport (B csoport) | Főcsoport (B csoport) | Főcsoport (B csoport) | Főcsoport (B csoport) | Főcsoport (B csoport) | Főcsoport (B csoport) | Főcsoport (B csoport) | Főcsoport (B csoport) | Főcsoport (B csoport) | Alsóház (E csoport) | Alsóház (E csoport) | Alsóház (E csoport) | Alsóház (E csoport) | Alsóház (E csoport) | Alsóház (E csoport) | Alsóház (E csoport) | Alsóház (E csoport) | Rájátszás                   | Rájátszás                   | Rájátszás                   |
| Szezon                | LM                    | GY                    | GY. H.                | V. H.                 | V                     | G                     | P                     | Helyezés              | LM                  | GY                  | GY. H.              | V. H.               | V                   | G                   | P                   | Helyezés            | Negyeddöntő                 | Elődöntő                    | Döntő                       |
| --------------------- | --------------------- | --------------------- | --------------------- | --------------------- | --------------------- | --------------------- | --------------------- | --------------------- | ------------------- | ------------------- | ------------------- | ------------------- | ------------------- | ------------------- | ------------------- | ------------------- | --------------------------- | --------------------------- | --------------------------- |
| 2023–24               | 10                    | 1                     | 0                     | 1                     | 8                     | 28-66                 | 4                     | 5.                    | 4                   | 0                   | 0                   | 0                   | 4                   | 9-31                | 2                   | 3.                  | -                           | -                           | -                           |
| 2024–25               | 12                    | 1                     | 0                     | 0                     | 11                    | 30:96                 | 3                     | 7.                    | 12                  | 1                   | 0                   | 1                   | 10                  | 30:68               | 4                   | 4.                  | Nem jutott be a rájátszásba | Nem jutott be a rájátszásba | Nem jutott be a rájátszásba |

## Nézettség
| Szezon  | Teljes nézőszám | Átlagos nézőszám | Helyezés a ligában |
| ------- | --------------- | ---------------- | ------------------ |
| 2023–24 | 728             | 121              | 12.                |
| 2024–25 | 1166            | 194              | 11.                |